# Лахомшек
Лахомшек (словен. Lahomšek) је насељено место у општини Лашко, Савињска регија, Словенија.

## Историја
До територијалне реорганизације у Словенији био је у саставу старе општине Лашко.

## Становништво
У попису становништва из 2011. године, Лахомшек је имао 109 становника.
| Број становника према пописима | Број становника према пописима | Број становника према пописима |
| ------------------------------ | ------------------------------ | ------------------------------ |
| 1991                           | 2002                           | 2011                           |
| 113                            | 111                            | 109                            |

Напомена: Године 1984. умањено за део насеља који је припојен насељу Лашко.